# دانشگاه بایولا
دانشگاه بایولا (انگلیسی: Biola University) یک دانشگاه خصوصی و مستقل مسیحی در لا میرادا، کالیفرنیا است. این دانشگاه به هیچ‌یک از شاخه‌های خاص یا کلیساهای مسیحی وابستگی ندارد.
دانشگاه بایولا در سال ۱۹۰۸م، برابر با سال ۱۲۸۶خ. تحت عنوان مؤسسه کتاب مقدس لس آنجلس تأسیس شد. این دانشگاه دارای بیش از ۱۵۰ برنامه درسی در مقاطع کارشناسی، کارشناسی ارشد و دکترا است که در ۹ دانشکده تدریس می‌شوند. دانشگاه بایولا میزبان یکی از بزرگترین گردهمایی‌های مسیحی در سال است. این دانشگاه به خصوص در گسترش برنامه و مطالعات طراحی هوشمند، نقشی برجسته دارد. شاخه یادگیری و تعامل دیجیتالی موزه، تجربیات چند رسانه ای را تولید خواهد کرد.

## یادداشت
1. ↑  https://en.wikipedia.org/wiki/Biola_Eagles
2. ↑  https://en.wikipedia.org/wiki/Council_for_Christian_Colleges_and_Universities
3. ↑  https://en.wikipedia.org/wiki/Pacific_West_Conference